# Comfort Ekpo
Comfort Ekpo (sinh ngày 12 tháng 11 năm 1954) là Phó hiệu trưởng Nigeria tại Đại học Uyo.
Comfort Memfin Ekpo sinh ra ở Uyo năm 1954. Cha mẹ cô là Etim Udoh Isok và Nyong Sam Akpan. Cô đã làm việc để bắt đầu như một giáo viên trường Chủ nhật và làm trợ lý giảng dạy tại Đại học Cross River từ năm 1983 đến năm 1991.
Ekpo trở thành Phó hiệu trưởng thứ tư của Đại học Uyo và cũng là Phó hiệu trưởng đầu tiên. Vào tháng 12 năm 2015, cô đã được lên kế hoạch rời đi vì Giáo sư Enefiok Essien đã được xác định là người kế vị của cô. Tuy nhiên, cô đã viết thư cho Bộ trưởng Bộ Giáo dục, Adamu Adamu để yêu cầu việc bổ nhiệm người kế nhiệm của cô bị trì hoãn. Điều này là do các cáo buộc tấn công tình dục và giả mạo được cho là về Essien đang được thảo luận trên báo chí.